# Josiah Willard Gibbs
Josiah Willard Gibbs (11. února 1839 New Haven – 28. duben 1903 New Haven) byl matematik a jeden z prvních amerických teoretických fyziků a chemiků. Jako fyzik dotvořil teoretický základ pro chemickou termodynamiku.

## Život
Byl synem profesora biblistiky na Yaleově univerzitě. Na otcově univerzitě vystudoval i Josiah, a to inženýrství. Roku 1858 absolvoval, v roce 1863 zde získal doktorát - první inženýrský doktorát v celých Spojených státech. Tři roky pak na Yale učil krom fyziky i latinu.
K teorické fyzice ho nasměrovala cesta do Evropy, na niž se vydal rovněž roku 1866. V Paříži ho ovlivnily přednášky Jeana Gastona Darbouxe a Josepha Liouvilla, v Berlíně Karla Weierstrasse, Heinricha Gustava Magnuse a Augusta Kundta, v Heidelbergu Hermanna von Helmholtze, Gustava Kirchhoffa, Georga Cantora či Roberta Wilhelma Bunsena.
Do Spojených států se vrátil v roce 1871. Vzápětí byl jmenován profesorem matematické (později teoretické) fyziky na Yaleově univerzity, což zde byl zcela nový obor. Na Yaleově univerzitě pak pracoval až do konce života.

## Dílo
V počátcích své dráhy ho lákal především praktický výzkum, jak bylo pro americké vědce jeho doby typické. Roku 1866 například zdokonalil brzdu pro železniční vagony.
Po roce 1873 se vrhl na teorii a zejména termodynamiku. Nalezl nové grafické metody znázornění analytických vztahů mezi dvojicemi základních stavových veličin. Formuloval Gibbsův zákon fází pro fyzikální systémy. Definoval tzv. Gibbsovu volnou energii (též volnou entalpii), posléze Gibbsův paradox, Gibbsovo rozdělení atp.
Krom termodynamiky se věnoval i teorii kapilarity.
Nezávisle na Oliveru Heavisideovi rozvinul vektorovou analýzu. Do vektorové podoby pak převedl Maxwellovy rovnice.
Za jeho vrcholné dílo je považována publikace Elementary principles in statistical mechanics. Albert Einstein jej označil za největší mysl americké historie.
Avšak ani v pozdějších letech ho zcela neopustil praktický americký duch, který vedl americkou vědu v jejích počátcích a zprvu vedl i jeho - ještě v roce 1880 spolu Lucienem Gaulardem vynalezl první střídavý transformátor s otevřeným jádrem.